# Ramiro Larrañaga
Ramiro Larrañaga Fernández de Arenzana (1924-2005) fue un grabador, escritor y experto en armas español.
Ramiro Larrañaga es un prestigioso experto vasco en la industria armera. Formado como grabador y con una gran capacidad de autoformación destacó en estudios referentes a la tradición armera del valle del Deva, en especial de su localidad natal, Placencia de las Armas y de la vecina ciudad de Éibar. Desarrolló importantes trabajos históricos y editó obras que hacen referencia desde la historia de la fabricación armera hasta la singularidad de la lengua vasca.

## Biografía
Ramiro Larrañaga nació el 22 de abril de 1924 en la localidad guipuzcoana de Placencia de las Armas en el País Vasco, España, en el seno de una familia  que poseía un pequeño taller de armas, industria común en la comarca en aquel entonces, en el cual tuvo los primeros contactos con las armas. Su padre murió en 1935 y Ramiro realizó los estudios primarios en el colegio de Maristas. Tras finalizar los mismos comenzó a trabajar en la Real Fábrica de Cañones de Placencia de las Armas como dibujante industrial y grabador en un taller de escopetas de Éibar.
Con 15 años de edad participó en la Guerra Civil enrolado en el Tercio de Zumalacarregui, perteneciente a las fuerzas requetés que participaban en la contienda del lado alzado contra la legitimidad republicana, participando en la batalla del Ebro y en la campaña de Valencia.
Se dedicó al grabado, especialidad en la que llegó a destacar como maestro a partir de 1945 cuando el Gremio de Artesanía le concedió el diploma de maestro grabador y dos años más tarde se le otorgó la Medalla Provincial por Oficios Artesanos. En 1975 fue galardonado con la Medalla de artesano distinguido.  Su inquietud y curiosidad le llevó a desarrollar nuevas maneras de aplicar el cincel en grabados. Trabajó en diversas fábricas de armas de la comarca y siempre destacó por su constancia en el estudio de las mismas y su evolución histórica.
Estudió Filosofía y Letras en el centro de Estudios Universitarios y Técnicos de Guipúzcoa en San Sebastián y a partir de 1970 comienza a destacar en su faceta de escritor y como experto en armería. Se ha distinguido por sus trabajos de investigación histórica sobre la industria armera en el País Vasco llegando a relacionarse entre los máximos expertos mundiales en armas antiguas.
La obra de Larrañaga trascendió a la especialidad armera y llegó incluso a la publicación de algún estudio sobre el euskera y fue asesor del Institut Suisse d'Armes Anciennes, centro de ámbito universal establecido en Château de Grandson, Suiza, y también componente de la Comisión del Museo de Éibar.
Murió en San Sebastián el 19 de mayo del año 2005 después de una larga enfermedad.

## Su obra
La obra de Larrañaga es extensa y destaca sobre todo en la temática armera. La historia de la actividad en el País Vasco y en la comarca del Bajo Deva, en particular en las poblaciones de Placencia de las Armas y en Éibar. Habla sobre armeros, marcas, tecnologías, etc. También tiene algunos libros sobre otros temas, como grabados, damasquinado e incluso euskera.
- Un guipuzcoano desconocido, Ramón de Gorosta (1834-1889). Publicada en 1972.
- Ramón de Gorosta, biografía de un armero de la cuenca del Deva y apuntes sobre la armería vasca. Sociedad Guipuzcoana de Ediciones y Publicaciones. San Sebastián, 1972.
- Síntesis histórica de la armería vasca. Publicada en 1981.
- Museo de Armas. Publicada en 1984.
- Los Zuloaga. Dinastía de artistas vascos. Publicada en 1988.
- El grabado en Éibar. Nuestros grabadores. Publicada en  1996.
- Los bocetos de Plácido Zuloaga. Publicada en 2000.
- Armeros vascos. Repaso histórico - Raíces y desarrollo. Publicada en  2001.
- Sobre la Fabricación de Arcabuces y Mosquetes.
- Relación de algunas palabras eusquéricas habituales en Soraluze-Placencia de las Armas.
- Placencia de las Armas. Monografía premiada por la C. A. M. de San Sebastián, 1970.
- Los gremios armeros vascos, Ponencia en la III Semana de Antropología Vasca. Universidad de Deusto. 1973 Publicada por la Editorial La Gran Enciclopedia Vasca de Bilbao.
- La prueba de las armas portátiles, 1.ª parte. Banco Oficial de Pruebas de Armas de Éibar, 1978.
- Síntesis histórica de la armería vasca. Caja de Ahorros Provincial de Guipúzcoa. San Sebastián, 1981.
- El damasquinado de Éibar, 1 .ª parte. Gráficas Aguirresarobe. Éibar, 1981.
- Museo de armas - Éibar, en colaboración con Juan L. Calvó Pascual. Excma. Diputación Foral de Guipúzcoa. Departamento de Cultura. 1984
- 500 años de armería vasca: Éibar. En colaboración con Santiago Gorrotxategi. Ayuntamiento de Éibar. Éibar, 1990.

Fue colaborador de diversos medios de comunicación,  en particular de periódicos y revistas especializadas en armería y en la lengua vasca, algunos de ellos son:
- "Zuloaga y su ascendencia armera". Cuadernos de Sección. Artes Plásticas y Monumentales, 1983.
- "Espaderos vascos en Toledo". Cuadernos de Sección. Historia-Geografía, 1984.
- "Conceptos elementales del grabado". Cuadernos de Sección. Artes Plásticas y Monumentales, 1985.
- "El inventario de bienes de un armero del siglo XVI". Cuadernos de Sección. Historia-Geografía, 1988.
- "El atrio de la Iglesia de Placencia de las Armas, Soraluce". Cuadernos de Sección. Artes Plásticas y Monumentales, 1988.

"Toribio Etxebarria. Nere erriko euskera, "Flexiones verbales y lexicón del euskera dialectal de Éibar". Revista Internacional de Estudios Vascos, 1991.
- "La fábrica de Eusebio Zuloaga en Eibar". Cuadernos de Sección. Artes Plásticas y Monumentales, 1991.
- "Relación de algunas palabras euskéricas habituales en Soraluze-Placencia de las Armas". Cuadernos de Sección. Hizkuntza eta Literatura, 1995.[1]